# مسجد المشور
المشور هو القلعة القديمة التي بناها يغمراسن (1282-1234/1235) وتحولت فيما بعد إلى إقامة رسمية لبني عبد الواد ملوك تلمسان. يتحدث محمد التنسي عن بنايات عجيبة وأجنحة عالية جدا وحدائق غناء. كما يشير الإدريسي خلال القرن 16 إلى الهندسة الرائعة للبنايات. فبوسط تلمسان، يوجد سور محصن يتخذ شكلا مربع الأضلاع ويحتل مساحة تقارب الأربع هكتارات. كان هذا السور الذي يبلغ علوه خمسة أمتار، مبنيا في الأصل بالتراب المدكوك لكنه رمم بالحجارة خلال الفترة الاستعمارية، ويعلوه ممر للجند.
شيد المسجد حوالي قرنا بعد ذلك (من بعد بناء المشور) من طرف أبو حمو موسى الأول. كانت البناية بدون صحن، وشهدت عدة تعديلات من طرف الأتراك لتتحول خلال الفترة الاستعمارية إلى كنيسة. لم تستعد البناية وظيفتها الأولى إلا إبان الاستقلال، ولاتحتفظ اليوم من أصلها العبدوادي إلا بالمئذنة.
المئذنة ذات تصميم مربع الزوايا ويتوجها منور. زينت واجهاتها الأربع بزخارف مصنوعة من الآجر والزليج. غطي الجزء السفلي بلوح مستطيل تحيط به مربعات من زليج ذو بريق معدني ويتوسطه عقد ذو فصوص متشابكة وأركانه مزينة بالزليج، وهي المئذنة الوحيدة التي يزينها زليج لامع بتلمسان.
عثر على أجزاء كثيرة منها بقلعة بني حماد، ويحتمل أن يكون بنو عبد الواد قد تأثروا على هذا المستوى ببني حماد. أما الواجهة الجنوبية للمئذنة، فتتوفر على قوس ذو حافة مهذبة مكونة من ستة رؤوس يعلوه لوح ثان به أقواس مفصصة وتحيط به مربعات من الزليج اللامع ويحتوي على نقيشتين: الأولى كتب عليها«اليمن والإقبال» وهي صيغة شائعة الاستعمال بحيث نجدها مكتوبة على عدة تحف مثل المزهرية الشهيرة لقصر الحمراء والتاج الذي يعلو منور مئذنة تلمسان والمحفوظ حاليا بالمتحف الوطني للآثار والفنون الإسلامية بالجزائر. كم نجدها منقوشة على دملج فتاة مصنوع من الفضة عثر عليه بقلعة بني حماد. أما الجزء العلوي للمئذنة فهو مزين على كل الواجهات بإطار مستطيل يؤثثه قوسان متراكبان يتشكلان من خمسة عقود كبيرة متشابكة. وفوق الصومعة شرافات مسننة في حين زين المنور بعقد متجاوز مسدود.
تتكون المئذنة من طابقين وليس ثلاثة كما هو الحال في مساجد القيروان وصفاقس. وقد تأثر بنو عبد الواد بالنسبة لشكل المآذن وموضع بنائها بأسلافهم من الموحدين؛ ولم يعملوا على استمرارية هذه الأشكال الهندسية وإنما أغنوا هذا الفن الإسلامي بإعطاء مكانة للزخارف المكتوبة وللزليج.

## مواضيع ذات صلة
- المرجعية الدينية الجزائرية
- الحزب الراتب

## المصدر
- بورويبة، ' الفن الديني الإسلامي بالجزائر، الجزائر : SNED، 1983.
- ج. مارسي، ' الهندسة المعمارية للغرب الإسلامي'، تونس، الجزائر، المغرب وإسبانيا وصقلية.باريس : الفنون والحرف التصويرية، عام 1957.
- ج. مارصي.، فهرست ' الفن المعماري وتونس والجزائر والمغرب وأسبانيا وصقلية وباريس : أ بيكار، 1926.
- ج. مارصي. الآثار العربية تلمسان، باريس : أ. فونتموانغ، 1905.
- بارجس، تلمسان العاصمة القديمة لمملكة ذات نفس الاسم. باريس : دوبراة، 1859.